# Penalva uniformis
Penalva uniformis är en insektsart som beskrevs av Heinrich Hugo Karny 1928. Penalva uniformis ingår i släktet Penalva och familjen Anostostomatidae. Inga underarter finns listade i Catalogue of Life.